# NGC 4307
NGC 4307 (również PGC 40033 lub UGC 7431) – galaktyka spiralna (Sb), znajdująca się w gwiazdozbiorze Panny. Odkrył ją Christian Peters w 1881 roku. Należy do Gromady w Pannie.